# Lampropholis adonis
Espèce
Lampropholis adonis est une espèce de sauriens de la famille des Scincidae.

## Répartition
Cette espèce est endémique du Queensland en Australie.

## Publication originale
- Ingram, 1991 : Five new skinks from Queensland rainforests. Memoirs of the Queensland Museum, vol. 30, no 3, p. 443-453.